# Jacek Grembocki
Jacek Włodzimierz Grembocki, né le 10 mars 1965 à Gdańsk, est un footballeur polonais, aujourd'hui devenu entraîneur. 

## Carrière joueur
- 1982-1986 :  Lechia Gdańsk
- 1986-jan. 1995 :  Górnik Zabrze
- jan. 1995-1995 :  Petrochemia Płock
- 1995-sep. 1995 :  Olimpia Gdańsk
- sep. 1995-jan. 1996 :  Caracas FC
- jan. 1996-1996 :  FSV Francfort
- 1996-jan. 1997 :  VfL Osnabrück
- jan. 1997-jan. 1998 :  Lechia Gdańsk
- jan. 1998-jan. 1999 :  Elana Toruń
- jan. 1999- 2000 :  TuS Lingen 1910
- 2000-2004 :  Cartusia Kartuzy
- 2004 :  Olimpia Osowa
- 2005 :  Orzeł Trąbki Wielkie

## Carrière d'entraineur
- 2002-2004 :  Cartusia Kartuzy
- déc.2007-sep. 2008 :  Znicz Pruszkow
- avr. 2009-2009 :  Polonia Varsovie
- déc. 2009-2010 :  Znicz Pruszkow
- déc. 2010-2011 :  SKS Baltyk Gdynia

### En sélection
Il compte sept sélections avec la Pologne.

### Palmarès
- Vainqueur de la Coupe de Pologne : 1983
- Vainqueur de la Supercoupe de Pologne : 1984, 1989
- Champion de Pologne : 1987, 1988